# Antonio Perez (politico)
Antonio Perez (Verona, 10 maggio 1821 – Verona, 4 gennaio 1890) è stato un politico italiano.
Ricoprì la carica di sindaco di Verona. Fu deputato nella XI legislatura del Regno d'Italia.